# Чон, Джастин
Джа́стин Джи́тей Чон (англ. Justin Jitae Chon, род. 29 мая 1981, Гарден-Гров, Калифорния) — американский актёр, режиссер и участник группы BgA корейского происхождения. 

## Биография
Джастин Чон родился 29 мая 1981 года в городе Гарден-Гров, Калифорния и вырос в городе Ирвайн, Калифорния. В 2008 году исполнил роль Эрика Йорки в фильме «Сумерки».
Его отец был актером в Южной Корее. Сам Джастин поддерживает связи с корейской общиной и бегло говорит по-корейски.

## Фильмография
- Синий залив (2021)
- Хитрость (2018)
- Доктор Кен (сериал; сезон 2) (2016)
- Драконы Нью-Йорка (2014)
- 21 и больше (2013)
- Задержание мертвых  (2012)
- Сумерки. Сага: Рассвет — Часть 1 (2011)
- Доктор Хаус (2010-2011)
- Сумерки. Сага. Затмение (2010)
- Ashley Mason (2009)
- Сумерки. Сага. Новолуние (2009)
- Переправа (2009)
- Гари, тренер по теннису (видео) (2009)
- Сумерки (2008)
- Just Jordan: Behind the Scenes (видео) (2008)
- Мясорубка (2007)
- Just Jordan (сериал) (2007)
- Венди Ву: Королева в бою (2006)
- Мозги набекрень (2006)
- Fleetwood (2006)
- Taki & Luci (2005)
- Джек и Бобби (сериал) (2004—2005)
- Одинокие сердца (сезон 3)